# Maji-da Abdi
 (mai 2013).
Si vous disposez d'ouvrages ou d'articles de référence ou si vous connaissez des sites web de qualité traitant du thème abordé ici, merci de compléter l'article en donnant les références utiles à sa vérifiabilité et en les liant à la section « Notes et références ».
Maji-da Abdi (née le 25 octobre 1970 à Dire Dawa en Éthiopie) est une réalisatrice, costumière et productrice de cinéma éthiopienne.

## Biographie
Née en Éthiopie, Maji-da Abdi grandit au Kenya jusqu'à l'âge de 14 ans, avant de rejoindre le Canada. Elle y termine des études en commerce et de littérature, à l'université de London (Ontario). Elle est très vite exposée à différentes cultures. Elle retourne en Éthiopie en 2001. Elle y tourne un documentaire (The River That Divides) qui explore le quotidien des femmes éthiopiennes pendant la guerre. 
En tant que productrice, elle soutient le court-métrage The Father d'Ermias Woldeamlak (2001), qui présente un regard critique sur les relations familiales en Afrique, puis collabore en tant que productrice et costumière avec Abderrahmane Sissako pour En attendant le bonheur (2003) et Bamako (2006). Membre du Jury "Courts métrages & Cinéfondation" du Festival de Cannes 2013, Maji-da Abdi a créé Images That Matter, le premier festival consacré aux courts-métrages en Éthiopie.